# 콘솔 애플리케이션
콘솔 애플리케이션(console application) 또는 명령줄 프로그램은 텍스트 터미널, 일부 운영체제(유닉스, 도스 등)의 명령줄 인터페이스와 같은 텍스트 전용 사용자 인터페이스를 통해 사용하도록 설계된 컴퓨터 프로그램(응용 프로그램 또는 유틸리티)이다. 또는 마이크로소프트 윈도우의 윈도우 콘솔, macOS의 터미널, 유닉스의 xterm과 같은 대부분의 그래픽 사용자 인터페이스(GUI) 운영 체제에 포함된 텍스트 기반 인터페이스이다.

## 개요

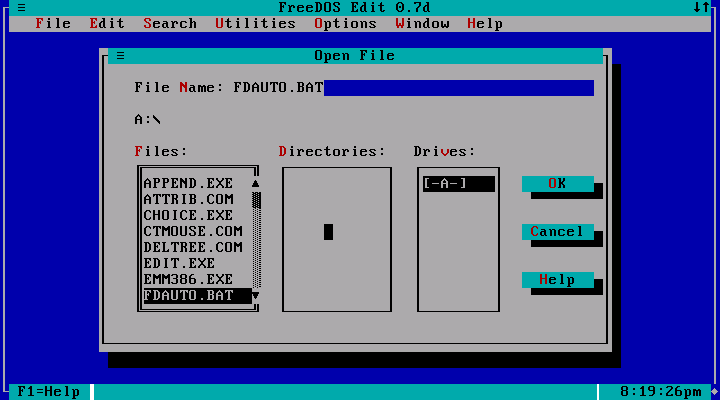
문서 편집기의 하나인 FreeDOS의 edit

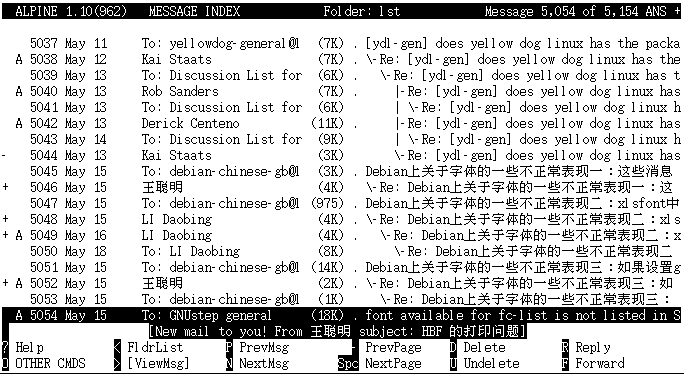
이메일 클라이언트 알파인(Alpine)

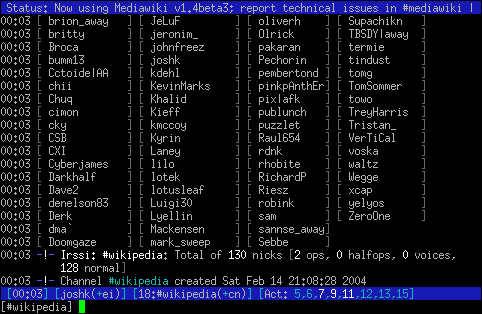
IRC 클라이언트 Irssi

사용자는 일반적으로 마우스나 기타 포인팅 장치를 사용해야 하는 GUI 응용 프로그램과 달리 컴퓨터 자판과 디스플레이 화면만 사용하여 콘솔 응용 프로그램과 상호 작용한다. 명령줄 해석기와 같은 많은 콘솔 애플리케이션은 명령줄 도구이지만 수많은 텍스트 사용자 인터페이스(TUI) 프로그램도 존재한다.
시간이 지남에 따라 GUI 애플리케이션의 속도와 사용 편의성이 향상됨에 따라 콘솔 애플리케이션의 사용이 크게 줄어들었지만 사라지지는 않았다. 일부 사용자는 단순히 콘솔 기반 애플리케이션을 선호하는 반면, 일부 조직에서는 여전히 기존 콘솔 애플리케이션을 사용하여 주요 데이터 처리 작업을 처리한다.
콘솔 애플리케이션을 생성하는 기능은 마이크로소프트 윈도우의 비주얼 스튜디오 및 닷넷 프레임워크와 같은 최신 프로그래밍 환경의 기능으로 유지된다. 그래픽 사용자 인터페이스의 복잡성을 제거하여 새로운 프로그래밍 언어의 학습 프로세스를 단순화한다.
데이터 처리 작업 및 컴퓨터 관리의 경우 이러한 프로그래밍 환경은 스크립팅 이후의 다음 수준의 운영 체제 또는 데이터 처리 제어를 나타낸다. 응용 프로그램이 원래 프로그래머 및 소수의 동료에 의해서만 실행되는 경우 예쁜 그래픽 사용자 인터페이스가 필요하지 않아 응용 프로그램이 더 간결하고 빠르며 유지 관리하기 쉬워진다.

## 같이 보기
- 텍스트 사용자 인터페이스
- 셸